# San Juan (distrito de Lucanas)
San Juan é um distrito do peru, departamento de Ayacucho, localizada na província de Lucanas.

## Transporte
O distrito de San Juan não é servido pelo sistema de estradas terrestres do Peru.